# تورستن كيرشباوم
تورستن كيرشباوم (بالألمانية: Thorsten Kirschbaum) وهو لاعب كرة قدم في مركز حراسة المرمى ولد في يوم 20 أبريل 1987 في مدينة فورتسبورغ في ألمانيا الغربية وهو يلعب حالياً مع نادي شتوتغارت وسبق له اللعب مع نادي إنيرجي كوتبوس ونادي ساندهوسن ونادي فادوز ونادي هوفنهايم ولعب مع منتخب ألمانيا لكرة القدم تحت 21 سنة.

## روابط خارجية
- تورستن كيرشباوم على موقع قاعدة بيانات كرة القدم.إي يو (الإنجليزية)
- تورستن كيرشباوم على موقع بيانات كرة القدم. دي إي (الألمانية)
- تورستن كيرشباوم على موقع Soccerway.com (الإنجليزية)
- تورستن كيرشباوم على موقع عالم كرة القدم.نت (الإنجليزية)
- تورستن كيرشباوم على موقع AS.com (الإسبانية)